# 1907 en Belgique
Chronologie de la Belgique
- 1903
- 1904
- 1905
- 1906
- 1907
- 1908
- 1909
- 1910
- 1911

Cette page recense des événements qui se sont produits durant l'année 1907 en Belgique.

## Culture

### Architecture

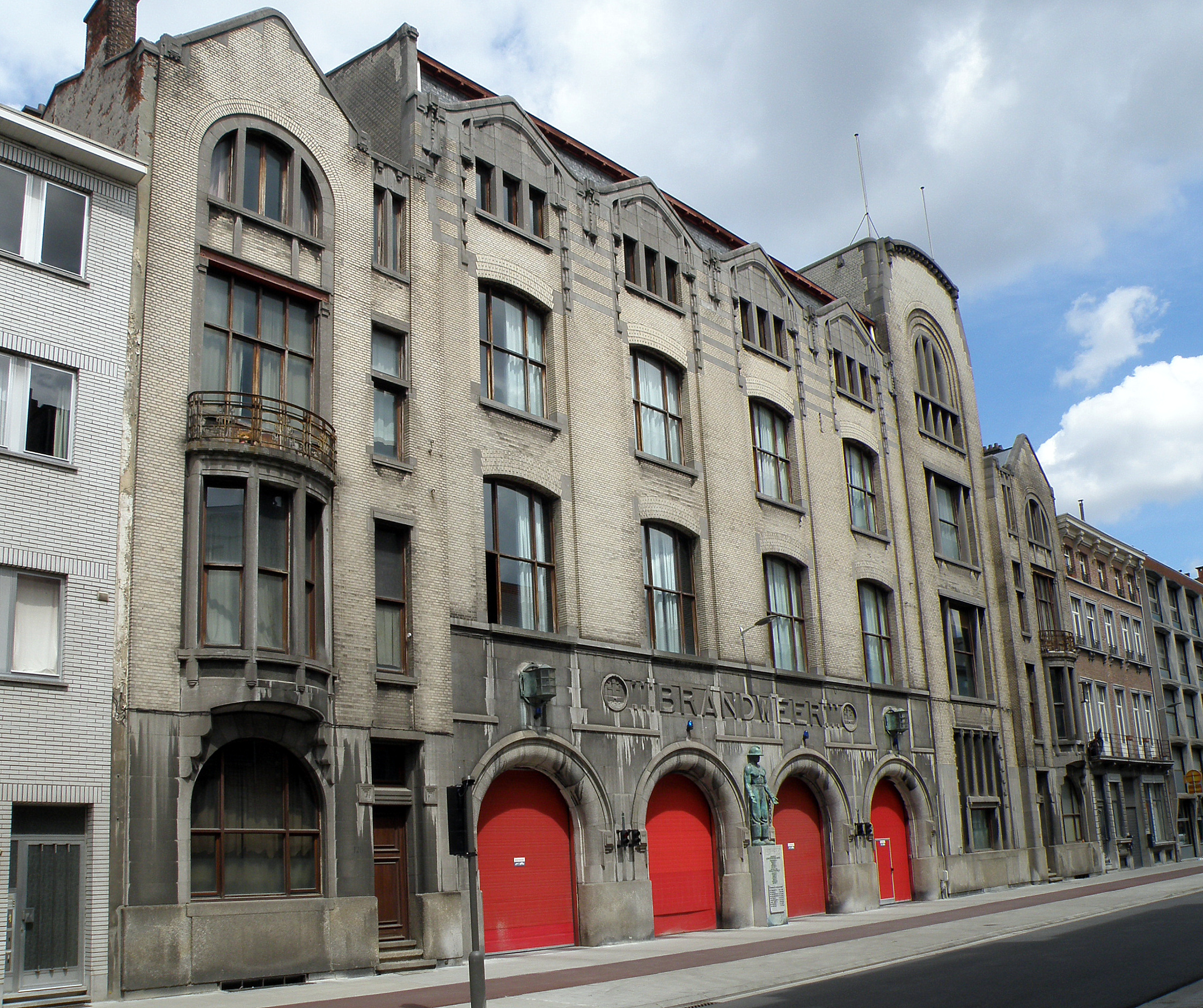
Caserne de pompiers à Anvers (Art nouveau, Émile Van Averbeke)
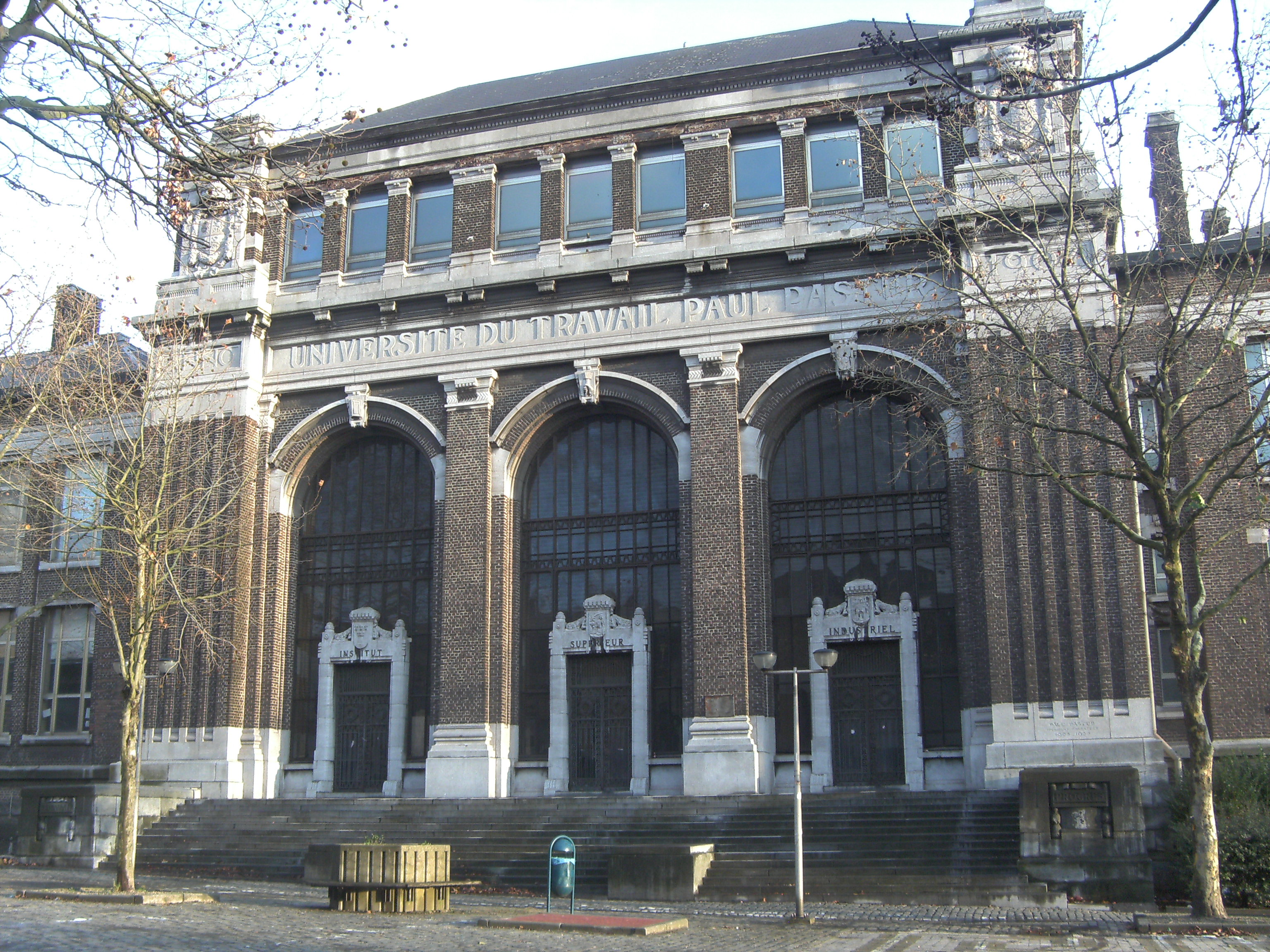
Façade du bâtiment Gramme de l'Université du Travail à Charleroi
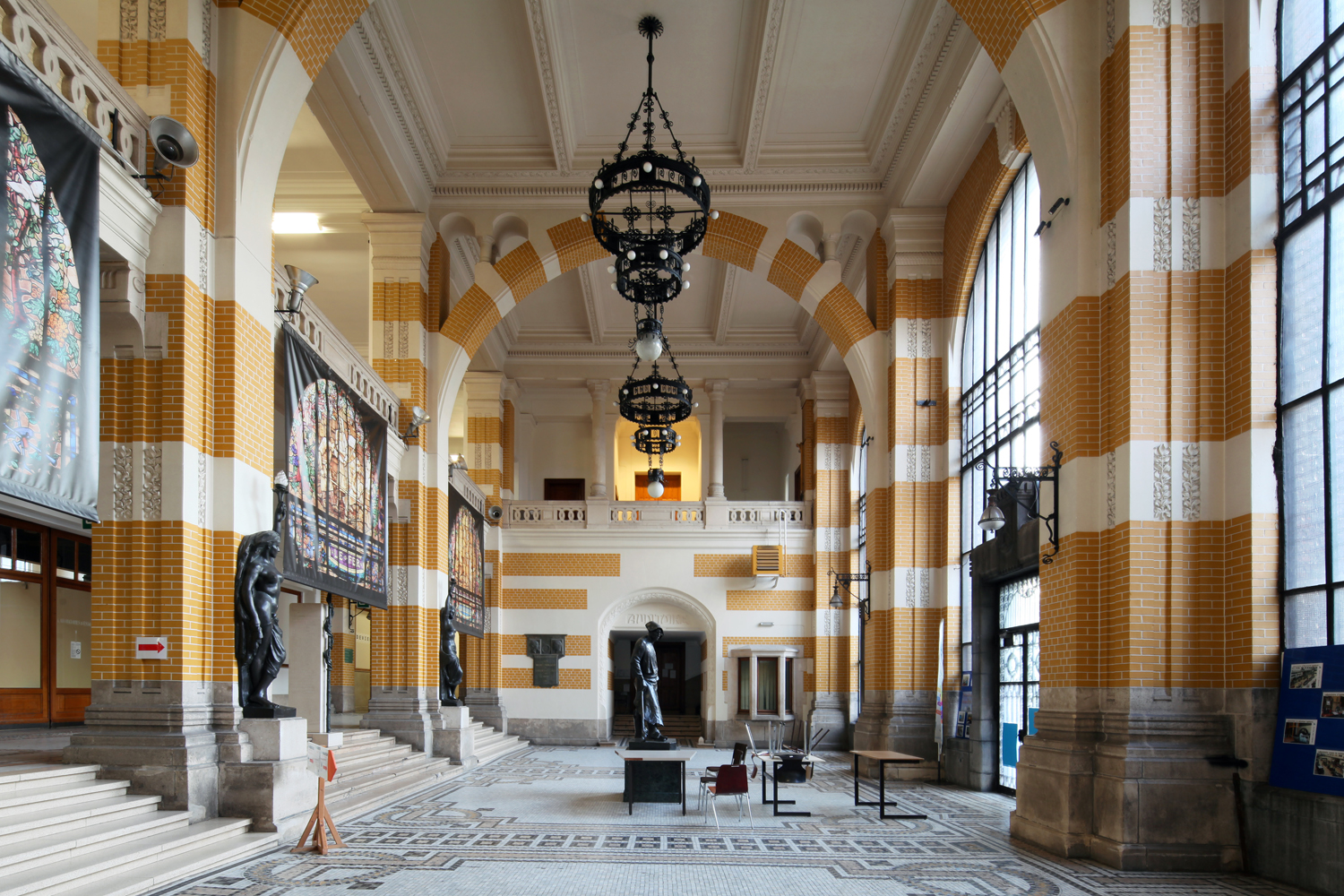
Hall du bâtiment Gramme de l'Université du Travail à Charleroi

### Arts
- 28 août - 10 novembre : ouverture du Salon de Bruxelles de 1907[1].

### Peinture

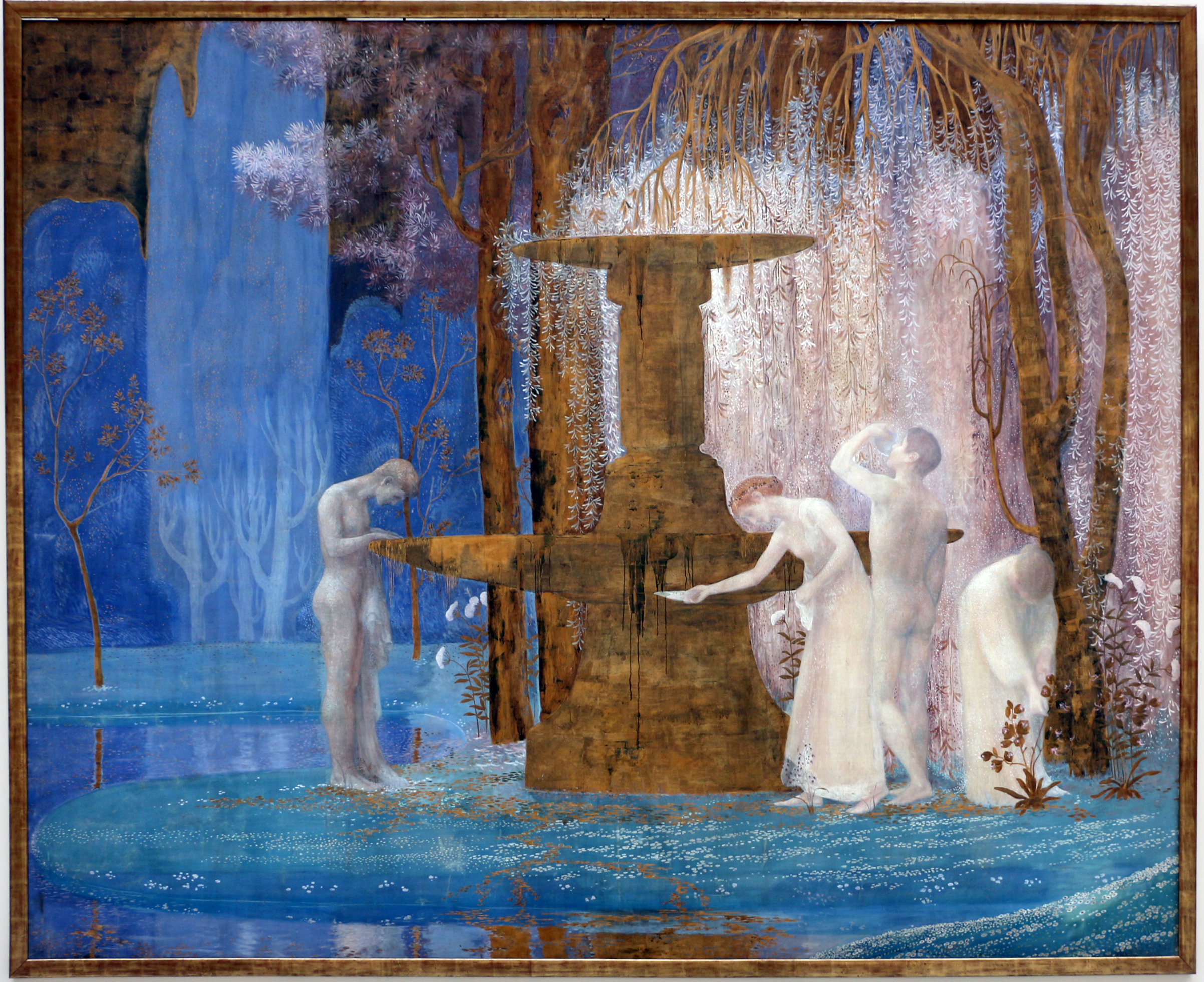
La Fontaine de l'inspiration (Constant Montald)

## Sciences
- Leo Baekeland développe le premier plastique fait de polymères synthétiques : la bakélite.

## Décès
- 16 mars : Désiré Van Bastelaer, pharmacien et archéologue (° 30 avril 1823).